# Quadrivisio chevreuxi
Quadrivisio chevreuxi is een vlokreeftensoort uit de familie van de Maeridae. De wetenschappelijke naam van de soort is voor het eerst geldig gepubliceerd in 1968 door Gordon & Monod.